# Allgäu

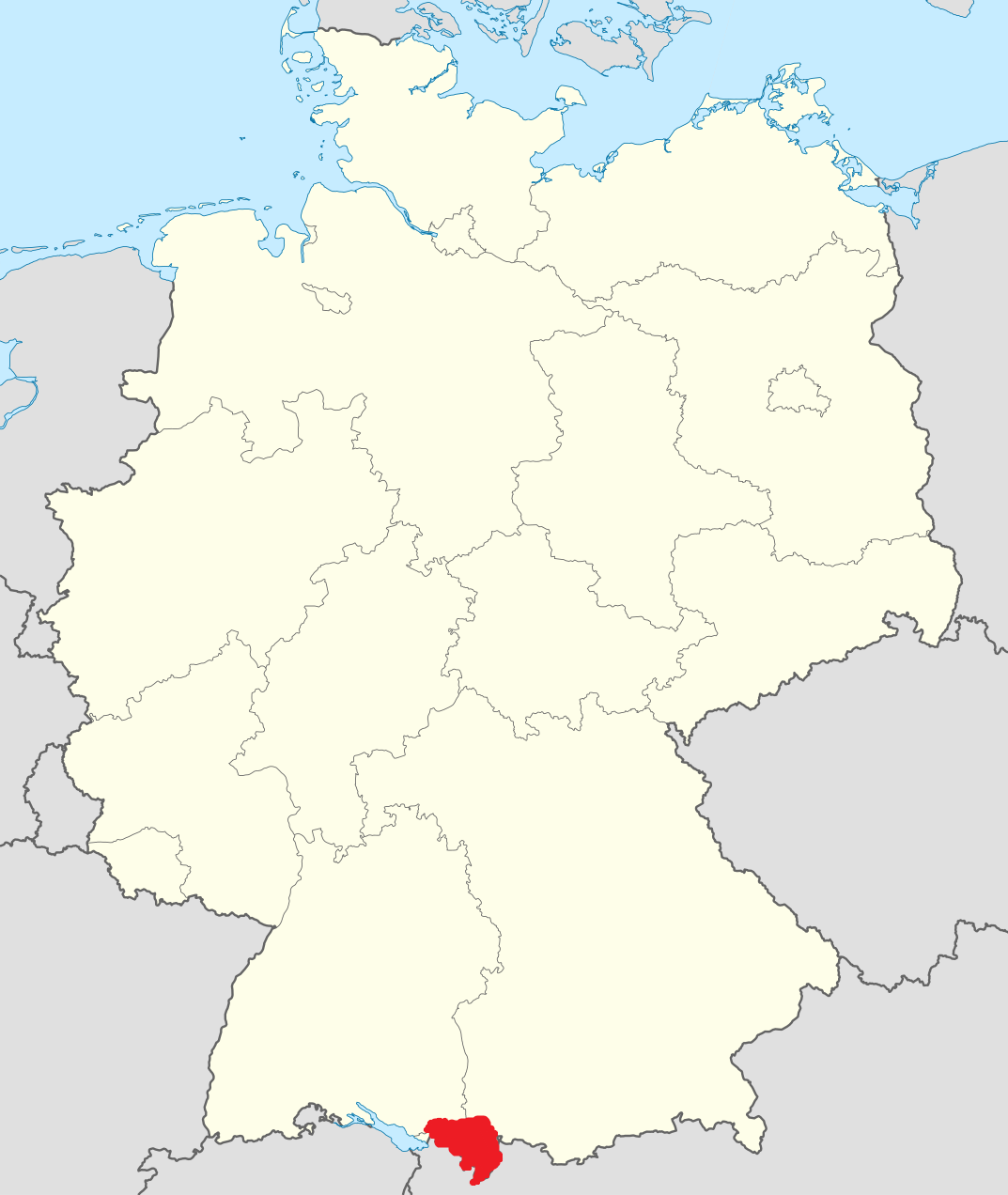
Allgäu (însemnat cu roșu)

Allgäu este o regiune care se întinde în sudul regiunii guvernamentale Schwaben, câteva comune din Tirol și din landul Baden-Württemberg.

## Subîmpărțire
Allgäu are o populație de cca. 560.000 de locuitori, regiunea se poate împărți în trei subdiviziuni:
- Ostallgäu „Allgäu de est” învecinat cu Oberbayern și munții Ammergebirge.
- Oberallgäu „Allgäu de sus” învecinat cu  Alpii Allgäu
- Westallgäu „Allgäu de vest” care cuprinde câteva regiuni din districtele Lindau, Ravensburg și Wangen im Allgäu

## Localități

Castelul Zeil

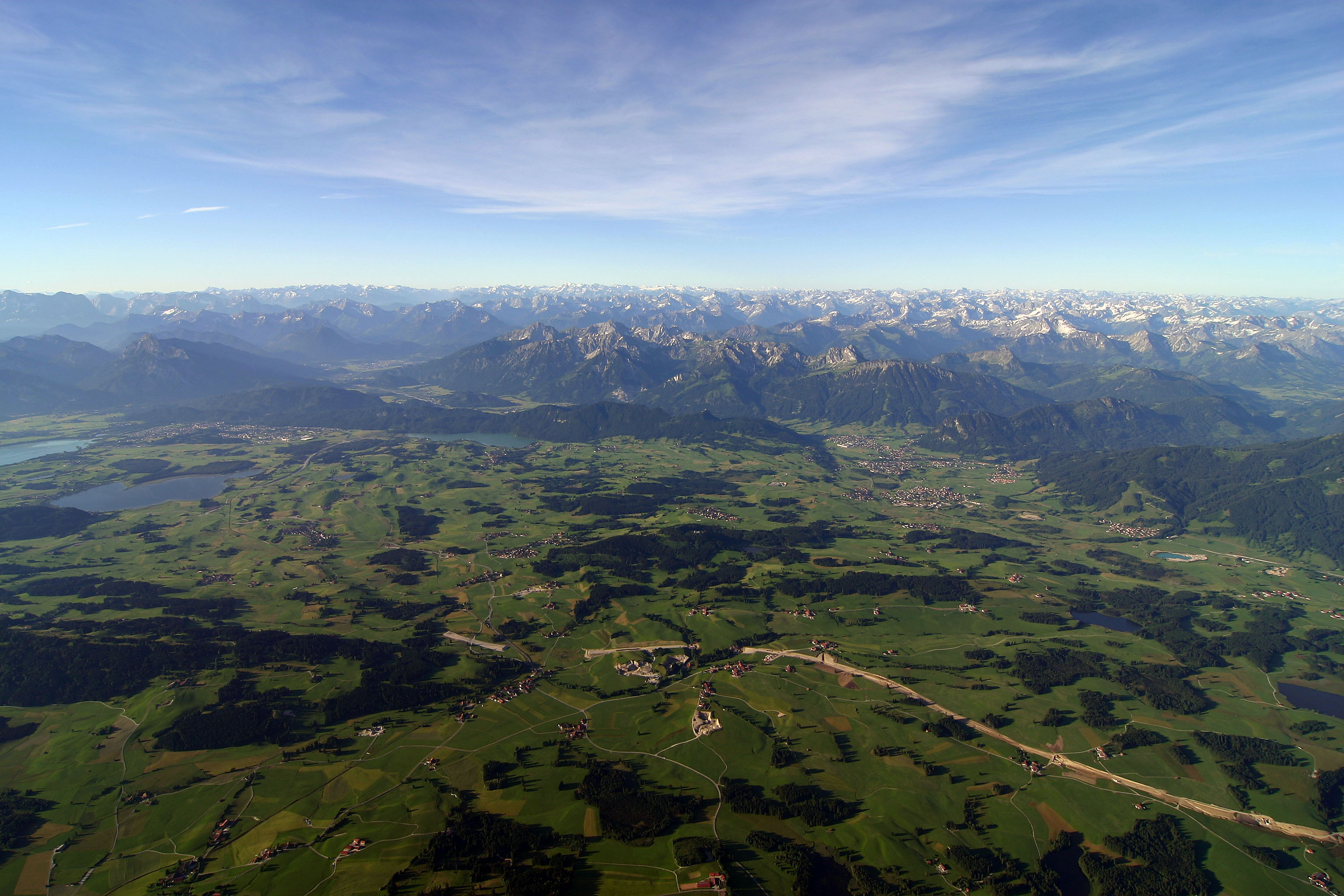
Allgäu din balon

- Altusried
- Buchenberg
- Füssen
- Immenstadt im Allgäu
- Isny im Allgäu
- Kaufbeuren
- Kempten im Allgäu
- Leutkirch im Allgäu
- Lindenberg im Allgäu
- Marktoberdorf
- Obergünzburg
- Sonthofen
- Wangen im Allgäu

## Ape
| - Râuri - Iller - Wertach - Lech - Dunărea | - Lacuri - Großer Alpsee (Marele lac alpin) - Forggensee - Alatsee - Hopfensee - Rottachsee |

## Munți

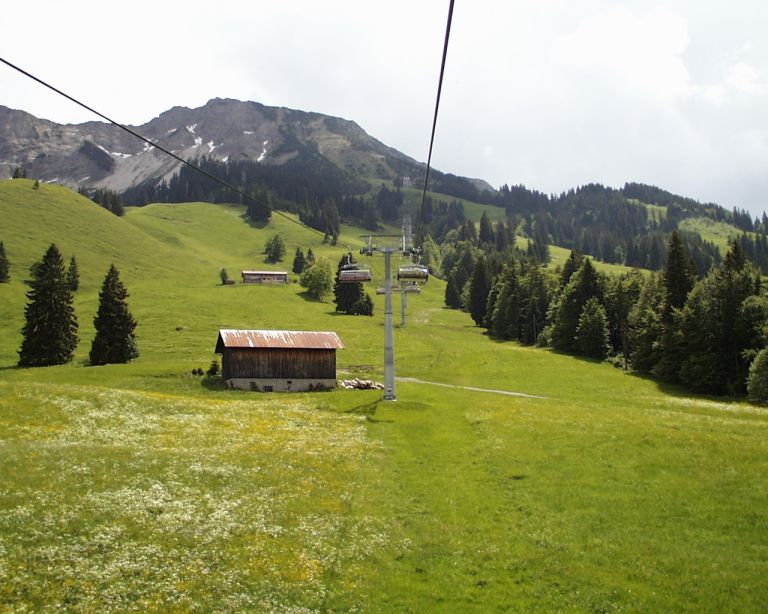
Panoramă tipică din Allgäu: "Iseler" in Bad Hindelang

Partea sudică a regiunii este caracterizată printr-un relief alpin, luați de la este spre vest sunt munții Ammergebirge, Alpii Allgäu și Bregenzerwald. Vârfurile cele mai înalte sunt:
- Großer Krottenkopf – 2.657 m (Austria )
- Hohes Licht – 2.651 m (Austria )
- Hochfrottspitze – 2.649 m (Germania)
- Mädelegabel – 2.645 m (Germania / Austria )
- Urbeleskarspitze – 2.632 m (Austria )
- Steinschartenkopf – 2.615 m (Austria , Heilbronner Weg)
- Bockkarkopf – 2.609 m (Germania, Heilbronner Weg)
- Marchspitze – 2.609 m (Austria )
- Bretterspitze – 2.608 m (Austria )
- Biberkopf – 2.599 m (vezi Haldenwanger Eck)

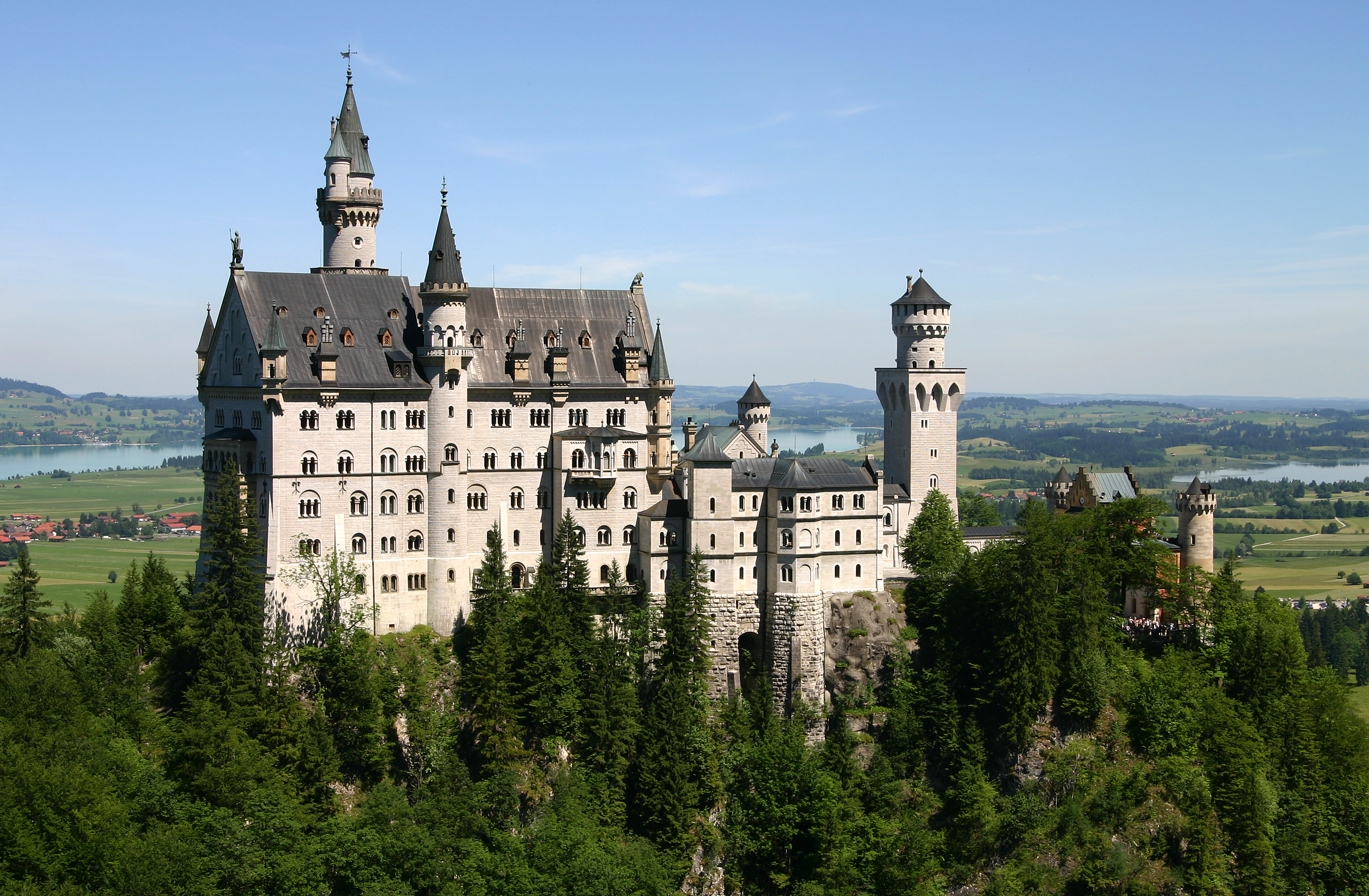
Castelul Neuschwanstein

## Turism
Allgău se numără printre regiunile Germaniei vizitate de un număr mare de turiști tot timpul anului. Regiunea oferă peisaje cu munți, lacuri și stațiuni de odihnă, cu posibilități multiple sportive apreciate de turiști.